# Premios Fuzion
Los Premios Fuzion son organizados por Diario Tiempo, Editorial Honduras S.A., Canal 11 (Honduras) y Cable Color (Honduras). Tiene como objetivo premiar a la excelencia en radio, televisión, música y cine en Honduras.

## Primera entrega
La primera edición se realizó el día 8 de diciembre de 2010 en el Auditorio principal del Centro Cultural Sampedrano. Reconoció a los más destacados del año en 15 categorías. Teniendo como nominados a medios de la capital Tegucigalpa, M.D.C. San Pedro Sula, La Ceiba, El Progreso, Puerto Cortés y Santa Rosa de Copán.

## Elección de nominados
Fueron tomados en cuenta por su trabajo realizado entre las fechas: 1 de octubre de 2009 y 30 de septiembre de 2010. Fueron elegidas 38 personas individualmente y 32 producciones elegidas de televisión, radio y cine.
Los ganadores fueron elegidos por el público a través de la página oficial de www.tiempo.hn/fuzion (enlace roto disponible en Internet Archive; véase el historial, la primera versión y la última).

## Categorías
- Premio Fuzion a la Mejor película, documental o cortometraje, 2010.
- Premio Fuzion al Artista del año, 2010.
- Premio Fuzion a la Radio del año, 2010.
- Premio Fuzion al Animador (a) radial del año, 2010.
- Premio Fuzion al Programa de radio del año, 2010.
- Premio Fuzion al Animador (a) revelación del año, 2010.
- Premio Fuzion al Mejor director de radio, 2010.
- Premio Fuzion al Mejor concepto o idea original en radio, 2010.
- Premio Fuzion a la Mejor radio del interior, 2010.
- Premio Fuzion a la Presentadora de televisión del año, 2010.
- Premio Fuzion al Presentador de televisión del año, 2010.
- Premio Fuzion al Programa de televisión del año, 2010.
- Premio Fuzion al Presentador (a) revelación de Televisión del año, 2010.
- Premio Fuzion al Productor de televisión del año, 2010.
- Premio Fuzion al Mejor programa especial de televisión, 2010.

## Ceremonia

### Radio
- 5 candidaturas: Radio Activa Honduras (1 premio)
- 5 candidaturas: EXA FM (1 premio)
- 4 candidaturas: Radio Progreso (3 premios)
- 4 candidaturas: W 105.1 (0 premio)
- 4 candidaturas: Magia FM (0 premio)
- 4 candidaturas: Power FM (1 premio)
- 2 candidaturas: Ambiental FM (1 premio)
- 1 candidatura: Radio Fabulosa FM (0 premio)
- 1 candidatura: Vox FM (0 premio)
- 1 candidatura: Estéreo Copán (0 premio)
- 1 candidatura: La voz del Atlántico (0 premio)
- 1 candidatura: Love FM (0 premio)
- 1 candidatura: Súper 100 FM (0 premio)

### Televisión
- 10 candidaturas: Canal 11 Honduras (3 premios)
- 5 candidaturas: Canal 5 (1 premio)
- 5 candidaturas: Telecadena 7/4 (1 premio)
- 3 candidaturas: VTV Honduras (0 premios)
- 3 candidaturas: Más TV (0 premios)
- 2 candidaturas: Campus TV (1 premio)
- 2 candidaturas: Hondured (1 premio)
- 1 candidatura: Sulavisión (0 premio)
- 1 candidatura: Teleprogreso (0 premio)
- 1 candidatura: TEN (0 premio)

### Cine
- 1 candidatura: Unos pocos con valor (1 premio)
- 1 candidatura: ¿Quién dijo miedo? Honduras de un golpe (0 premio)
- 1 candidatura: Esperándola (0 premio)
- 1 candidatura: Guillermo Anderson: Llevarte al mar (0 premio)
- 1 candidatura: Alberto solo (0 premio)

### Música
- 1 candidatura: Polache (1 premio)
- 1 candidatura: Dayz (0 premio)
- 1 candidatura: Guillermo Anderson (0 premio)
- 1 candidatura: Yerbaklan (0 premio)
- 1 candidatura: Diablos Negros (0 premio)
- 1 candidatura: Café Guancasco (0 premio)

## Personas con más nominaciones
- 5 candidaturas: Gustavo Vallecillo (1 premio)
- 4 candidaturas: Claudia Hernández (2 premios)
- 3 candidaturas: Jimmy Tovar (1 premio)
- 2 candidaturas: Jemie Espinoza (0 premio)
- 2 candidaturas: Guillermo Anderson (0 premio)
- 2 candidaturas: Polache (1 premio)

## Ganadores

### Premio Fuzion a la Mejor película, documental o Cortometraje
Presentado por Lily Portillo y Yerbaklan
| Productor         | Película                                 | Resultado |
| ----------------- | ---------------------------------------- | --------- |
| Michael Baruch    | Alberto solo                             | Candidato |
| James Joint       | Esperándola                              | Candidato |
| Jorge Daltón      | Guillermo Anderson: llevarte al mar      | Candidato |
| Carlos del Valle  | ¿Quién dijo miedo? Honduras del un golpe | Candidato |
| Ismael Bevilacqua | Unos pocos con valor                     | Ganador   |

### Premio Fuzion al Artista del año
Presentado por Chiki Lorenz, Melissa Tenorio y Natty Paz
| Artista            | Resultado |
| ------------------ | --------- |
| Café Guancasco     | Candidato |
| Dayz               | Candidata |
| Diablos Negros     | Candidato |
| Guillermo Anderson | Candidato |
| Polache            | Ganador   |

### Premio Fuzion a la Radio del año
Presentado por Miguel Vargas y Vanessa Zornitta
| Radio                 | Resultado |
| --------------------- | --------- |
| Ambiental FM          | Ganador   |
| EXA FM Honduras       | Candidato |
| Power FM              | Candidato |
| Radio Activa Honduras | Candidato |
| Radio Progreso        | Candidato |

### Premio Fuzion al animador (a) radial del año
Presentado por Octavio Lemus
| Locutor (a)      | Radio        | Resultado |
| ---------------- | ------------ | --------- |
| Ana Miranda      | EXA FM       | Candidata |
| Carlos Romero    | Súper 100 FM | Candidato |
| DJ Cheese        | W 105 FM     | Candidato |
| Juan Ramón Ramos | Power FM     | Candidato |
| Natty Paz        | EXA FM       | Ganador   |

### Premio Fuzion al Programa de radio del año
Presentado por Saúl Dubón y Cinthia Mejía
| Programa           | Radio                 | Resultado |
| ------------------ | --------------------- | --------- |
| Adalino            | Radio Activa Honduras | Candidato |
| El desmorning      | EXA FM                | Candidato |
| El guineo          | W 105 FM              | Candidato |
| La gozzadera       | Power FM              | Candidato |
| Las hijas de eva   | Magia FM              | Candidato |
| Noti nada especial | Radio Progreso        | Ganador   |

### Premio Fuzion al Animador (a) revelación del año
Presentado por Adrián Banegas y Flor Ordóñez
| Locutor            | Radio                 | Resultado |
| ------------------ | --------------------- | --------- |
| Arnoldo Chinchilla | Radio Activa Honduras | Candidato |
| Karen Fernández    | Magia FM              | Candidato |
| Karlitox Ablu      | Radio Activa Honduras | Ganadora  |
| Liliana Melgar     | Magia FM              | Candidato |

### Premio Fuzion al Mejor director de radio
Presentado por Rudy Assaf, Allan Vallecillo y Javier Rodríguez
| Director           | Radio          | Resultado |
| ------------------ | -------------- | --------- |
| Gustavo Vallecillo | Radio W 105 FM | Candidato |
| Jimmy Tovar        | Power FM       | Ganador   |
| Rudy Assaf         | Ambiental FM   | Candidato |

### Premio Fuzion al Mejor concepto o idea original en radio
| Programa           | Radio                 | Resultado |
| ------------------ | --------------------- | --------- |
| Adalino            | Radio Activa Honduras | Candidato |
| El desmorning      | EXA FM                | Candidato |
| Las hijas de eva   | Magia FM              | Candidato |
| Noti nada especial | Radio Progreso        | Ganador   |

### Premio Fuzion a la Mejor radio del interior
| Radio                | Ciudad              | Resultado |
| -------------------- | ------------------- | --------- |
| Estéreo Copán        | Santa Rosa de Copán | Candidato |
| La voz del Atlántico | Puerto Cortés       | Candidato |
| Love FM Honduras     | Tegucigalpa         | Candidato |
| Radio Progreso       | El Progreso, Yoro   | Ganador   |
| Stereo Ceiba         | La ceiba            | Candidato |
| Vox FM               | Tegucigalpa         | Candidato |

### Premio Fuzion a la Presentadora de televisión del año
Presentado por Mariant "Hazel" Puerto
| Presentadora           | Televisora     | Resultado |
| ---------------------- | -------------- | --------- |
| Cinthia Mejía          | Canal 11       | Ganadora  |
| Claudia Hernández      | Canal 5        | Candidata |
| Jenny Fernández        | Sulavisión/VTV | Candidata |
| María José Shoenenberg | Más TV         | Candidata |
| Melissa Tenorio        | Canal 11       | Candidata |

### Premio Fuzion al Presentador de televisión del año
Presentado por Leonardo Crespo y Farah Robles
| Presentador        | Televisora | Resultado |
| ------------------ | ---------- | --------- |
| Gustavo Vallecillo | Canal 11   | Ganador   |
| Marco Orellana     | Canal 5    | Candidato |
| Mauricio Flores    | Hondured   | Candidato |
| Mauricio Kawas     | Canal 11   | Candidato |
| Salvador Nasralla  | Canal 5    | Candidato |
| Wilson Menéndez    | Sulavisión | Candidato |

### Premio Fuzion al Programa de televisión del año
Presentado por Max "Killa" González y Jimmy Tovar
| Programa                       | Televisora     | Resultado |
| ------------------------------ | -------------- | --------- |
| A toda máquina                 | Canal 11       | Candidato |
| Bailando por un sueño Honduras | Telecadena 7/4 | Candidato |
| Qué chambal                    | Campus TV      | Candidato |
| El cuarto de Luis Honduras     | Telecadena 7/4 | Candidato |
| Esta mañana Honduras           | Canal 11       | Candidato |
| Red virtual                    | Hondured       | Ganador   |

### Premio Fuzion al Presentador (a) revelación de Televisión del año
Presentado por Oscar y Liam
| Presentador (a)       | Televisora   | Resultado |
| --------------------- | ------------ | --------- |
| Carlos Mendoza Rivera | Campus TV    | Ganador   |
| Flor Ordóñez          | Teleprogreso | Candidata |
| Luis Barahona         | Más TV       | Candidato |
| Mariela Lemus         | Canal 11     | Candidata |
| Mauricio Portillo     | VTV Honduras | Candidato |

### Premio Fuzion al Productor de televisión del año
| Productor         | Televisora | Resultado |
| ----------------- | ---------- | --------- |
| Claudia Hernández | Canal 5    | Ganadora  |
| Jemie Espinoza    | Canal 11   | Candidata |
| Leonel Canales    | Más TV     | Candidato |

### Premio Fuzion al Mejor programa especial de televisión
| Programa                       | Televisora     | Resultado |
| ------------------------------ | -------------- | --------- |
| Bailando por un sueño Honduras | Telecadena 7/4 | Ganador   |
| Camino al mundial              | Canal 11       | Candidato |
| Doctor 504                     | Telecadena 7/4 | Candidato |
| Escalera al triunfo            | Canal 5        | Candidato |

## Transmisión
Los Premios Fuzion de Diario Tiempo fueron transmitidos en diferido a través del canal por cable Beat TV el sábado 11 de diciembre.